# Gałaktionowo (Tatarstan)
Gałaktionowo (ros. Галактионово) – wieś (sieło) w Rosji, w Tatarstanie, w rejonie czystopolskim. W 2021 liczyła 136 mieszkańców.